# Fox Engine
Fox Engine est un moteur de jeu multiplateforme construit par Kojima Productions et utilisé dans de nombreux jeux Konami. Le développement du logiciel a commencé à la fin de l'année 2008 avec Metal Gear Solid 4, avec l'objectif d'en faire le "meilleur moteur de jeu du monde." Le premier jeu à utiliser Fox Engine a été Pro Evolution Soccer 2014.
Le moteur a été conçu pour créer des jeux sur plusieurs plateformes tout en réduisant le temps de développement et a été décrit comme la première étape pour le créateur à se placer loin du développement à plate-forme unique. Le nom du moteur est inspiré de FOX, une unité militaire fictionnelle de la série Metal Gear, qui est aussi un clin d’œil à la société de création de logo de Kojima Productions, FOX.

## Développement
Une démo du moteur de jeu a été présentée lors de la conférence de Konami à l'E3 2011. Prenant place dans la jungle, la démo montrait les capacités visuelles du moteur et mettait en vedette un jeune homme courant dans la zone avec un cheval et un chien. La démonstration technologique ne montrait pas les images d'un jeu en développement mais une simple zone de test basé sur les ressources créés pour Metal Gear Solid V. Kojima Productions a prévu d'utiliser le moteur dans tous ses futurs jeux, et notamment dans Metal Gear Solid V. Cette information a été révélée par Hideo Kojima, le créateur de la série, pour le 25e anniversaire de la franchise.
Le 17 août 2011, Kojima a publié une série d'images sur Twitter, montrant des visages créés dans le Fox Engine. En outre, lors d'une conférence à l'Université de Californie du Sud, tenu par Hideo Kojima, une image a été montrée à divers étudiants représentant un environnement de forêt, aussi créée par le logiciel. Le 16 décembre, Kojima a publié de nouvelles images sur Twitter, dont une représentant un tissu de transparence.
Le 25 mai 2012, Kojima a confirmé que le développement du prochain jeu de la franchise Zone of the Enders avait commencé sous le nom de code de Enders Projet. Le jeu devait être développé en utilisant le moteur Fox Engine. Cependant, le projet a depuis été mis en suspens après une baisse des ventes de Zone of the Enders HD Collection,.
Le 8 juin 2012, dans une interview accordée à CVG, Kojima a confirmé que Fox Engine serait compatible avec la PlayStation 3, la Xbox 360 et les PC.
Le 14 mars 2013, Joakim Mogren, le chef de Moby Dick Studio, est apparu sur GameTrailers TV afin de montrer des captures d'écran du jeu Metal Gear Solid V.

## Les jeux utilisant Fox Engine
| Jeux                                          | Années | Plateformes                                                         | Genre(s)        |
| --------------------------------------------- | ------ | ------------------------------------------------------------------- | --------------- |
| Pro Evolution Soccer 2014                     | 2013   | Microsoft Windows, PlayStation 3, Xbox 360                          | Sports          |
| Metal Gear Solid V: Ground Zeroes             | 2014   | Microsoft Windows, PlayStation 3, PlayStation 4, Xbox 360, Xbox One | Action          |
| P.T.                                          | 2014   | PlayStation 4                                                       | Survival horror |
| Pro Evolution Soccer 2015                     | 2014   | Microsoft Windows, PlayStation 3, PlayStation 4, Xbox 360, Xbox One | Sports          |
| Metal Gear Solid V: The Phantom Pain          | 2015   | Microsoft Windows, PlayStation 3, PlayStation 4, Xbox 360, Xbox One | Action          |
| Pro Evolution Soccer 2016                     | 2015   | Microsoft Windows, PlayStation 3, PlayStation 4, Xbox 360, Xbox One | Sports          |
| Metal Gear Solid V: The Definitive Experience | 2016   | Microsoft Windows, PlayStation 4, Xbox One                          | Action          |
| Pro Evolution Soccer 2017                     | 2016   | Microsoft Windows, PlayStation 3, PlayStation 4, Xbox 360, Xbox One | Sports          |
| Pro Evolution Soccer 2018                     | 2017   | Microsoft Windows, PlayStation 3, PlayStation 4, Xbox 360, Xbox One | Sports          |
| Metal Gear Survive                            | 2018   | Microsoft Windows, PlayStation 4, Xbox One                          | Survival horror |
| Pro Evolution Soccer 2019                     | 2018   | Microsoft Windows, PlayStation 4, Xbox One                          | Sports          |
| eFootball Pro Evolution Soccer 2020           | 2019   | Microsoft Windows, PlayStation 4, Xbox One                          | Sports          |
| eFootball Pro Evolution Soccer 2021           | 2020   | Microsoft Windows, PlayStation 4, Xbox One                          | Sports          |